# 호세 산타마리아
호세 에밀리오 산타마리아 이글레시아스(스페인어: José Emilio Santamaría Iglesias, 1929년 7월 31일 ~ )는 전직 축구 중앙 수비수이자 감독이다.
그는 현역 18년을 나시오날과 레알 마드리드에서 보냈는데, 그동안 도합 17번의 우승을 거두었고, 후자의 구단 소속으로는 4차례 유러피언컵 우승을 거두었다.
우루과이 출신인 산타마리아는 우루과이와 스페인 국가대표팀에서 모두 활약했다. 그는 은퇴 후 감독일도 했는데, 나중에는 2년 동안 스페인 국가대표팀 감독도 역임했다.

## 클럽 경력
몬테비데오의 스페인계 가정에서 출생한 산타마리아는 우루과이의 나시오날에서 축구를 시작하여 5차례 리그 우승을 거두었다. 1957년, 28세의 그는 해외로 건너가 레알 마드리드에 입단하여 은퇴할 때까지 활약했다.
그는 머랭 군단 입단 1년차에 라 리가와 챔피언스리그에 도합 34경기 출전하여 두 대회 모두 우승을 거두었다. 이후 그는 10번의 주요 대회 우승을 거두었고, 대체로 주전 선수로서 활약했다.
꾸준한 수비 역량을 자랑한 그는 '벽'이라는 별칭으로 불렸고, 산타마리아는 거의 37세가 되어서 1965-66 시즌 끝에 은퇴했는데, 마지막 시즌에는 유러피언컵 우승을 거두는 과정에 2차례 출전(페예노르트전과 킬마녹전)했다. 그는 레알 마드리드 소속으로 337번의 공식 경기에 출전했다.
산타마리아는 1971년 여름에 바르셀로나의 에스파뇰 감독으로 취임해 구단 감독일을 시작했다. 그는 카탈루냐 연고 구단을 이끌고 6년 동안 2차례 상위 4개 구단에 안착시켰고, 1972-73 시즌에는 우승을 거둔 아틀레티코 마드리드와 승점 3점차로 3위의 성적을 냈지만, 1977년 12월 21일에 라싱 산탄데르 원정 경기에서 0-4로 패하면서 해임되었다.

## 국가대표팀 경력
산타마리아는 브라질에서 열린 1950년 월드컵을 앞두고 내측 공격수를 대신하기 위해 우루과이 국가대표팀에 차출되었으나, 나시오날은 그가 수비수라는 이유로 국가대표팀 차출을 거절했다. 그러나, 4년 후에 스위스에서 열린 1954년 대회에서는 국가대표팀 주축으로 거듭나 4위의 성적에 일조했고, 총 20번의 우루과이 대표팀 경기에 출전했다.
산타마리아는 1958년부터 스페인 국가대표팀 일원이 되었는데, 첫 국가대표팀 경기는 마드리드에서 열린 북아일랜드와의 친선경기로 이 경기에서 6-2로 이겼다. 그는 새로 정착한 나라의 대표로 1962년 월드컵에 참가해 체코슬로바키아전(0-1 패)과 멕시코전(1-0 승)에 출전했지만, 조별 리그 탈락을 막기에는 역부족이었다.
청소년 국가대표팀과 U-21 국가대표팀 감독을 역임한 산타마리아는 안방에서 열리는 1982년 월드컵을 앞두고 성인 국가대표팀 감독을 역임했다. 그러나, 스페인이 2차 조별 리그를 통과하지 못하면서, 그는 해임되었고 이후 다른 관심사를 좇기 위해 축구를 전면 중단했다.

## 수상

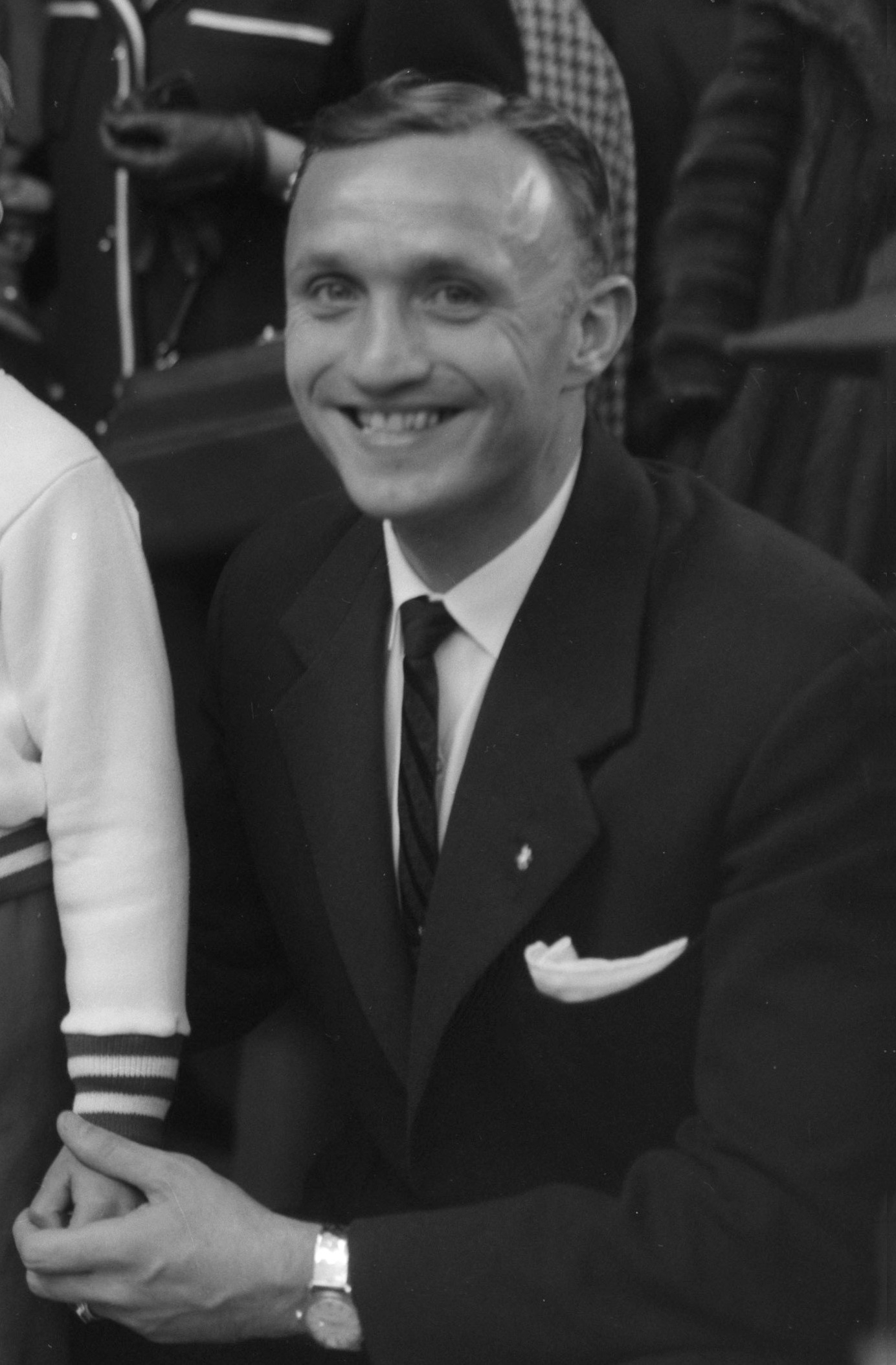
1962년의 산타마리아

### 클럽
나시오날
- 우루과이 프리메라 디비시온: 1950, 1952, 1955, 1956, 1957

레알 마드리드
- 라 리가: 1957–58, 1960–61, 1961–62, 1962–63, 1963–64, 1964–65
- 코파 델 헤네랄리시모: 1961–62
- 유러피언컵: 1957–58, 1958–59, 1959–60, 1965–66
- 인터콘티넨털컵: 1960

### 개인
- 월드컵 올해의 팀: 1954[8]
- 월드 사커 올해의 11인: 1960[9]

## 같이 보기
- 해외 출신 스페인 축구 국가대표팀 선수 목록